# 胸キュン
胸キュン（むねきゅん）とは、人間の感情のひとつ。胸が締め付けられてキュンとすること。特に異性との幼少の頃の思い出や、異性の今まで見えていなかった素敵な側面の発見などが胸キュンをひきおこす。その他、胸キュンを起こす直接的要因として代表的に挙げられるものは景色、音楽、匂い、色、恋、切なさ、などがある。

## 解説
少女漫画誌「週刊マーガレット」 1964年3月1日号の新連載『やがて青空』（武田京子）の煽り文に「あなたのハートを. キューンとさせるまんが」という表現が使われている。
河合奈保子の1980年の楽曲「ヤング・ボーイ」（作詞：竜真知子）に「胸がキュンとなるの」という表現が使われている。
山下久美子も「胸のココんとこがキュンと痛くなるんだよね」などの発言で、この言葉の普及に多大な貢献をした。さらに、デビュー当時のファンクラブの名称「胸キュンClub」や、2018年のライブツアーのタイトルに用いられるなど彼女の代名詞となった。
1984年版の『現代用語の基礎知識』は、この言葉を1982年の若者言葉として挙げている。
1983年、カネボウ化粧品の「レディ80 サンケーキ」のCMでキャッチコピーに採用。そのイメージソングのタイトル（イエロー・マジック・オーケストラ「君に、胸キュン。」）にも使用されて流行語となり、一般的な言葉として定着した。楽曲タイトルに採用された際には、山下久美子の許可を得たとされている。
1999年に発売されたコカコーラ社の商品「キュン」では、「初恋の味」というキャッチコピーで発売され、CM(衛生兵ver.)では、ときめいた女子高生（山口あゆみ）が、どこからとも無く飛んできた矢で胸を射られるという演出で「胸キュン」を表現した。